# Where the Streets Have No Name
„Where the Streets Have No Name” to piosenka rockowej grupy U2. Jest ona pierwszym utworem na wydanym w 1987 roku albumie The Joshua Tree. Została wydana jako trzeci singel promujący tę płytę i szybko zdobyła tak duże uznanie, że obecnie jest jedną z najpopularniejszych piosenek zespołu.

## Lista utworów
1. „Where the Streets Have No Name” (wersja singlowa) (4:46)
2. „Silver and Gold” (4:40)
3. „The Sweetest Thing” (3:03)
4. „Race Against Time” (4:03)

## Pozycje na listach przebojów
| Rok  | Lista                                      | Pozycja |
| ---- | ------------------------------------------ | ------- |
| 1987 | Wielka Brytania (UK Singles Chart)         | #4      |
| 1987 | Stany Zjednoczone (Billboard Hot 100)      | #13     |
| 1987 | Stany Zjednoczone (Mainstream Rock Tracks) | #11     |
| 1987 | Kanada                                     | #14     |